# Masterpiece (川田まみの曲)
「masterpiece」（マスターピース）は、川田まみの7作目のシングル。2009年2月4日にジェネオンエンタテインメント）から発売された。

## 概要
初回限定盤には「masterpiece」のミュージック・ビデオを収録したDVDが同封される。また通常盤含む初回生産分では、"川田まみ（I've）×『とある魔術の禁書目録』"特製ジャケットカード付属。
表題曲「masterpiece」は、川田まみのシングル楽曲としては初めて、作曲をI'veの女性クリエイターである井内舞子が手掛け、作詞は川田自身が行っている。「masterpiece」とは「傑作」の意で、これは歌詞の読みにも用いられている。ロックテイストと打ち込みを多用したデジタルサウンド、エフェクトの使用、途中にコーラスが挿入されるといった複雑な曲構成は、「科学」と「魔術」が交錯する『とある魔術の禁書目録』の世界観や登場キャラクターの全体的な複雑さをイメージしたものとのこと。「masterpiece」は、テレビアニメで使用される以前の2008年12月末頃より、『とある“ラジオ”の禁書目録』、『井口裕香の超ラジ!Girls』などで先行オンエアされていた。川田まみとしては、電撃文庫原作、J.C.STAFF制作によるアニメ作品とのタイアップは前作に続き通算6度目。
カップリング曲「jellyfish」は、I've Soundの主体であるトランスサウンド。曲名は「クラゲ」の意。テレビアニメ『とある魔術の禁書目録』第23話では、挿入歌として起用された。なお、前作のカップリング曲「雨」も同アニメの挿入歌となっているが、「雨」が御坂美琴のシーンで使われたのに対し、「jellyfish」はインデックスのシーンで用いられた。

## 収録曲
1. masterpiece [4:34]
作詞：川田まみ／作曲・編曲：井内舞子
  - AT-XおよびUHF系各局放送のテレビアニメ『とある魔術の禁書目録』後期オープニングテーマ
2. jellyfish [4:23]
作詞：川田まみ／作曲：中沢伴行／編曲：中沢伴行、尾崎武士
  - テレビアニメ『とある魔術の禁書目録』挿入歌（第23話）
3. masterpiece -Instrumental-
4. jellyfish -Instrumental-